# جوندالوپ
جوندالوپ (به انگلیسی: Joondalup) یک شهر در استرالیا است که در استرالیای غربی واقع شده‌است.